# Kyah Simon
Kyah Simon (Città di Blacktown, 25 giugno 1991) è una calciatrice australiana, attaccante del C.C. Mariners e della nazionale australiana. È la prima calciatrice di etnia aborigena a indossare la maglia della nazionale australiana.

## Carriera

### Club
Ha debuttato in W-League con le Central Coast Mariners contro il Melbourne Victory il 25 ottobre 2008.
Il campionato seguente si trasferisce al Sydney, segnando con la nuova maglia nella partita di esordio della stagione 2009 proprio contro il suo precedente club, il Central Coast Mariners.
È stata capocannoniere nella stagione 2010-11 della W-League con 11 reti in 12 gare venendo premiata come Player of the Year, Young Player of the Year e Players Player of the Year.
Nell'aprile 2012, è stata ingaggiata dal Boston Breakers per la Women's Premier Soccer League Elite (WPSL Elite), diventando migliore realizzatrice stagionale della squadra con 12 gol fornendo due assist.
Nel 2013, Simon è stata ingaggiata dai Breakers per la National Women's Soccer League.
A settembre 2013 Simon è stata ingaggiata dai Western Sydney Wanderers.
Dopo essere stata infortunata per la maggior parte della stagione 2013-14, Simon ritornò al Sydney FC per la stagione successiva.

### Nazionale
Simon inizia ad essere convocata dalla Federcalcio australiana fin dal marzo 2007, inserita in rosa con la formazione Under-16 che disputa il campionato asiatico di Malaysia 2007, dove è autrice dell'unica rete, quella del 3-1 nella sconfitta con le pari età della Corea del Sud, delle Young Matildas nel gruppo A e dove la sua nazionale viene eliminata già alla fase a gironi.
Quello stesso anno, ad agosto, indossa per la prima volta anche la maglia della nazionale maggiore con la quale debutta, all'età di 16 anni, in una partita disputata contro Hong Kong, e in seguito, in ottobre, quella della Under-19 impegnata nel campionato asiatico di Cina 2007, con l'Australia, anche in questo caso, eliminata fin dalla fase a gironi.
Sigla la sua prima rete con la maglia della Matildas nell'incontro vinto sul Brasile nell'edizione 2008 della Coppa della Regina della Pace e nel 2010 è suo il calcio di rigore con cui l'Australia si aggiudica l'edizione 2010 della Coppa d'Asia, primo titolo conquistato dalla nazionale nel torneo.
Simon viene inserita in rosa per disputare il Mondiale di Germania 2011, dove sigla una doppietta nella partita vinta per 2-1 sulla Norvegia con la quale l'Australia accede ai quarti di finale. Grazie alle due reti realizzate durante il torneo Simon risulta la migliore marcatrice della sua squadra, divenendo inoltre il primo giocatore di calcio di etnia aborigena, sia maschile che femminile, a segnare un gol in un torneo mondiale di calcio.
Il 12 maggio 2015 la federazione calcistica dell'Australia la inserisce ufficialmente nella rosa delle atlete a disposizione del selezionatore Alen Stajcic per il Mondiale di Canada 2015.
Durante il torneo Simon realizza tre reti, migliore realizzatrice della sua squadra, segnando una doppietta contro la Nigeria e il gol con cui all'80' l'Australia batte il Brasile accedendo ai quarti di finale.

## Palmarès

### Club
- Campionato australiano: 3

Sydney FC: 2009
Melbourne City: 2017-2018, 2019-2020
- Coppa dei Paesi Bassi: 1

PSV Eindhoven: 2020-2021